# كيث كيركلاند
كيث كيركلاند (بالإنجليزية: Keith Kirkland)‏ (22 أكتوبر 1900 – 24 أكتوبر 1971) هو سبّاح أسترالي راحل، مثّل بلاده في الألعاب الأولمبية الصيفية 1920.

## روابط خارجية
كيث كيركلاند على موقع اللجنة الأولمبية الدولية (الإنجليزية)
- كيث كيركلاند على موقع أوليمبيديا (الإنجليزية)
- كيث كيركلاند على موقع اللجنة الأولمبية الأسترالية (الإنجليزية)